# Лутовинин, Геннадий Семёнович
Геннадий Семёнович Лутовинин (16 октября 1933 — 21 декабря 1989) — передовик советской химической промышленности, бригадир слесарей-ремонтников химического комбината «Маяк» Министерства среднего машиностроения СССР, Челябинская область, Герой Социалистического Труда (1986).

## Биография
Родился в 1933 году в русской семье рабочего в деревне Лутовинино Тобольского района Уральской области. В 1946 году, завершив обучение в пяти классах школы, начал свою трудовую деятельность на Тобольской судоверфи, сначала учеником токаря, затем токарем. С 1953 по 1956 годы проходил срочную службу в Советской Армии в городе Челябинске-40. После увольнения из Вооруженных Сил с 1956 года стал работать слесарем 4-го разряда на комбинате № 817 — Химическом комбинате «Маяк» в городе Челябинске-40 (ныне — Озёрск) Челябинской области, который занимался производством компонентов ядерного оружия, изотопов, хранением и регенерацией отработавшего ядерного топлива.
В работе Геннадий Семёнович проявлял исключительное трудолюбие. Без отрыва от рабочих задач окончил обучение в 10 классе вечерней школы, затем прошёл обучение в Челябинском монтажном техникуме. Повысил свою квалификацию до 7-го разряда и был назначен бригадиром слесарей-ремонтников. Его бригада стала лучшей на комбинате. В 1969 году этот коллектив становится бригадой коммунистического труда, а Лутовинину присваивается звание «Лучший слесарь министерства». Являлся активным рационализатором, на его счету около 40 рационализаторских предложений.
За многолетний добросовестный и эффективный труд, большой вклад в развитие производства, Указом Президиума Верховного Совета СССР от 7 августа 1986 года Геннадию Семёновичу Лутовинину было присвоено звание Героя Социалистического Труда с вручением ордена Ленина и золотой медали «Серп и Молот».
В дальнейшем продолжал работать на производстве. В 1983 году стал почетным гражданином города Озёрска. Делегат XXVI съезда КПСС.
Являлся чемпионом города и области по многоборью. Воспитал двоих детей — сына Алексея и дочь Аллу.
Проживал в Озёрске. Умер 21 декабря 1989 года.

## Награды
За трудовые успехи удостоен:
- золотая звезда «Серп и Молот» (07.08.1986),
- орден Ленина (07.08.1986),
- Орден Октябрьской Революции (26.04.1971),
- Орден Трудового Красного Знамени (10.03.1981),
- Почётный гражданин города Озёрск,
- другие медали.

## Память
- В 1995 году в Озёрске на доме, где проживал Герой (проспект Карла Маркса, 16) установлена мемориальная доска.